# Жълто море
Жълто море (на китайски: 黄海/黃海 Хуанхай на корейски: 황해 Хванхе, в КНДР е известно като „Западнокорейско море“) е периферно море на Тихия океан, разположено между континентален Китай на запад и север и Корейския полуостров. На юг се свързва с Източнокитайско море, като границата се прекарва от брега на Китай северно от Шанхай до остров Чеджудо, а на изток, северно от острова чрез протока Чеджу се свързва с Японско море. Името на морето идва от пясъчните частици, които постъпват от вливащата се в него река Хуанхъ. които оцветяват водата в жълтеникав цвят. В Южна Корея, Жълто море е известно като Западно море.

## Географска характеристика

### Деление, географски показатели
Най-вътрешният залив на Жълто море е Бохайско море (Бохайван, предишното му име е Печили или Жили), а на североизток е Ляодунския залив, които се свързват с останалата част на морето чрез протоците Бохай и Лаотешан. В него се вливат реките Хуанхъ, Хайхъ, Ляохъ, Ялуцзян (Амнокан). Корейският залив (Западнокорейски) също е част от Жълто море. Той се намира между китайската провинция Ляонин и северозападната част на Корейската Народно-демократична Република (КНДР). Бохайско море и Корейският залив се разделят от Ляодунския полуостров, чиято най-южна точка е Далян. От север на юг Жълто море е дълго ок. 960 km, а от изток на запад – ок. 696 km. Площ ок. 417 хил.km2 като не се смята площта на Бохайско море. Средната дълбочина на Жълто море е 40 m, като дълбочините равномерно се увеличават от север на юг до 84 – 92 m, максимална 105 m, разположена в крайната му югоизточна част. Дъното му е покрито с тиня и пясък.

### Климат
В общи линии климатът на Жълто море се характеризира с много студена и суха зима и топло и влажно лято – умерен мусонен. От края на ноември до март духа северозападния мусон, който понякога се съпътства от сурови снежни бури в Бохайско море. Тайфуните се появяват през лятото, а през по-студения сезон има откъслечни бури. Температурата на въздуха варира от –10° на север до 3 °C на юг през януари и от 23 °C до 28 °C през юли. Годишната сума на валежите е от 600 mm на север до 1000 mm на юг. Често явление са мъглите.

### Хидроложки показатели
Повърхностните течения в морето имат циклонален характер (обратно на часовниковата стрелка). Топлото течение на Жълто море е част от Цушимското течение, което се разклонява близо до западната част на японския остров Кюшу и е със скорост от 1 – 4 km/h в северна посока към средата на морето. Покрай континенталните брегове преобладават теченията с посока юг, които подчертано се засилват през зимния мусонен период, когато водата е студена, размътена и нискосолена.
На северозапад температура на водата през февруари на повърхността е под 0 °C, а на юг се повишава до 6 – 8 °C, през август от 24 °C на север до 28 °C на юг. Солеността се изменя от 30,0‰ на северозапад до 33 – 34‰ на югоизток, а в близост до устията на големите реки намалява до 26‰. На дъното, на дълбочина 30 – 50 m температурата на водата е 6 – 7 °C, а солеността 32,5‰. През ноември в северозападната част на Жълто море (в Бохайско море) се образува ледена покривка, която се задължа до март. Цветът наводата се изменя от зелено-жълт на северозапад до зелено-син на югоизток. Прозрачността на водата на северозапад е до 10 m, а на юг до 45 m.
Височината на приливите варират от 4 до 8 m покрай по-плиткия западен бряг на Корейския полуостров. Максималната му височина през лятото е около 8,2 m. Покрай бреговете на Китай височината на прилива е от около 0,9 m до около 3 m (освен в Бохайско море, където тя надхвърля 3 m). В Жълто море приливите идват два пъти в денонощието. Приливната система се върти по обратната на часовника посока. В средата на морето скоростта на приливното течение е по-малка от 1 морски възел, но близо до бреговете и до проливите и каналите неговата скорост понякога надхвърля 2 или 3 морски възела.

## Бохайско море
Най-вътрешната част на бреговия участък в Бохайско море замръзва през зимата, а корабоплаването е затруднено от плаващите ледени блокове и ледените полета. Температурата на повърхността варира от 0° през зимата в Бохайско море до 22°-28° през лятото в по-плитките области. По тази причина годишният диапазон е много голям – от 4° до 14°. През зимата температурата и солеността на морето са еднакви и на повърхността, и на дъното. През пролетта и през лятото горният слой се затопля и се разводнява от сладководната вода от реките, докато водата на дъното остава студена и солена. Този дебел слой студена вода не тече и се придвижва бавно на юг през лятото. Около тази маса вода и най-вече в нейната южна част живеят дънните риби, които се продават на пазара. Преобладаващата соленост в тази част е сравнително ниска: в Бохайско море тя е от 30 до 31‰, а във вътрешната част на Жълто море – 31 – 33‰. В югозападния мусонен сезон (юни-август) увеличеното количество валежи и оттичащи се води причиняват още по-голямо намаляване на солеността на горния слой през лятото.

## Стопанско значение

### Риболов
Жълто море, подобно на Източнокитайско, е известно със своите рибни ресурси. Богатите ресурси от дънни риби се използват от китайски, южно- и севернокорейски, както и японски траулери от години. Въпреки че общият годишен улов се увеличава, уловът на японците се намали, а този на китайците и севернокорейците се увеличи. Най-голям улов има от платика, едри скариди, сафрид, сепия и камбала. Всички видове обаче се ловят в прекомерни количества и водят до намаляване на броя на определени видове.

### Пристанища
Петролните изследвания се оказаха успешни в китайските и севернокорейските части на Жълто море. Освен това с процъфтяването на търговията между граничните на морето държави, Жълто море доби още по-голяма значимост. Най-важните китайски пристанища са Шанхай, Лю-та, Тяндзин, Циндао и Далян; главното южнокорейско пристанище е Инчхон, което е свързано по железопътен и магистрален път със столицата Сеул. В Северна Корея главното пристанище е Нампхо, което също е свързано със столицата Пхенян.

## Околна среда
Жълто море е изследвано сравнително добре през 20 век, но неговите геологични, физични и биологични особености не са напълно проучени. Например не съществуват подробни сведения за риболовната индустрия, въпреки че е известен проблемът с намаляването на рибата. Съществува международно сътрудничество – Китай започна съвместни изследвания върху нефта с чуждестранни петролни компании. Политическото напрежение в този район след Втората световна война обаче спъва обмена на научен опит. По тази причина е трудно да се оцени състоянието на морската среда.

## Екологични проблеми
Жълто море е смятано за най-замърсеното море в света. Основната причина за това са големите индустриални центрове до бреговете на Жълто море, както и бурно развиващата се азиатска икономика, която не инвестира достатъчно средства за опазване на околната среда. Китайските мегаполиси Далян, Аншан, Циндао, Тяндзин и столиците на двете Кореи – Пхенян и Сеул, чрез реките на които са разположени, вливат промишлените си отпадъци направо в морето. При отлив се вижда високото замърсяване с боклуци и промишлени отпадъци на водния басейн. Екологичното състояние се влошава и от добива на нефт и газ от морското дъно, добив, който икономически е много изгоден, поради малката дълбочина на морето. Приетата програма от Китай за защита на природните богатства за сега не дава реален резултат поради огромните темпове на развитие на промишлеността.

## Историческа справка
На 28 юли (10 август) 1904 г. в Жълто море се провежда сражение между руската и японската ескадра по време на Руско-японската война 1904 – 1905 г. Същия ден портартурската ескадра (командващ контраадмирал Вилхелм Карлович Витгефт) излиза в открито море в състав от 6 броненосеца, 4 крайцера и 8 есминеца с цел да се добере до Владивосток, но среща главните сили на японския флот (4 броненосеца, 4 броненосни крайцера, 8 крайцера и 18 есминеца) под командването на адмирал Хейхатиро Того. Въпреки че на японците не се отдава да обкръжи руската ескадра и да наруши нейния строй, по време на артилерийския обстрел контраадмирал Витгефт е убит и неговия щаб е изведен от строя. Управлението на ескадрата е било нарушено и корабите на отделни групи започват да излизат от боя. Болшинството от тях (5 броненосеца, 1 крайцер и 4 есминеца) успяват да върнат в Порт Артур, а останалите са интернирани в неутрални пристанища. Крайцерът „Новик“ се опитва да седобере до Владивосток, като заобикаля Япония от юг, но край южните брегове на остров Сахалин е потопен от японски крайцери.